# جامعة ميسان
جامعة ميسان هي إحدى الجامعات العراقية وتقع في مدينة مدينة العمارة وهي مركز محافظة محافظة ميسان في جنوب العراق، وقد أسست في عام 2007.

## كليات الجامعة

### كلية التربية الرياضية
أسست في العام الدراسي 2005-2006 وتضم قسمي التدريب والتدريس
sport.uomisan.edu.iq

### كلية الإدارة والاقتصاد
أسست في العام الدراسي 2006-2007 وتضم أقسام الإدارة والاقتصاد وإدارة الأعمال
وقد استحدثت بالعام الدراسي 2006-2007

### كلية الطب
حصلت الموافقة على الاستحداث للعام الدراسي 2008-2009

### كلية العلوم
حصلت الموافقة على الاستحداث للعام الدراسي 2008-2009
تضم كلية العلوم حالياً ثلاث أقسام 
قسم علوم الحياة 
قسم علوم الكيمياء
قسم علوم الفيزياء.

### كلية الهندسة
حصلت الموافقة على الاستحداث للعام الدراسي 2012-2013
تعتبر كلية الهندسة من الكليات الحديثة التي تم استحداثها في جامعة ميسان في عام 2012 من أجل تهيئة كوادر هندسية تخصصية لتغطية متطلبان النهوض الاقتصادي والتكنولوجي الذي يتطلع إليه عراقنا الحبيب. ومن الجدير بالذكر أن كلية الهندسة حالياً تضم ثلاث تخصصات هندسية هي: (هندسة النفط، الهندسة المدنية والهندسة الكهربائية) وقد تم استحداث قسم الهندسة الميكانيكية في العام الدراسي 2019-2020 . حيث تمثل هذه التخصصات حاجة البلد الفعلية بشكل عام وحاجة محافظة ميسان بشكل خاص لرفد حقل العمل بكوادر هندسية ذات خبرة عالية بحسب طبيعة المناهج الدراسية والمختبرات الرصينة التي اعتمدها الكلية والتي تضاهي أحدث الجامعات الهندسية في العالم
الموقع الرسمي لكلية الهندسة جامعة ميسان
أقسام كلية الهندسة ميسان:
- قسم هندسة النفط:
- الهندسة المدنية
- الهندسة الكهربائية
- الهندسة الميكانيكية

### كلية التمريض
حصلت الموافقة على الاستحداث للعام الدراسي 2012-2013

### كلية الصيدلة
حصلت الموافقة على الاستحداث للعام الدراسي 2012-2013.

### طب اسنان
حصلت الموافقة على الاستحداث للعام الدراسي 2012-2013

### كلية الزراعة
حصلت الموافقة على الاستحداث للعام الدراسي 2012-2013

## الموقع الرسمي للجامعة
- http://www.uomisan.edu.iq